# Gymnobela chyta
Gymnobela chyta é uma espécie de gastrópode do gênero Gymnobela, pertencente a família Raphitomidae.